# 蔡茂春
蔡茂春（1526年—？），字元卿，號三洲，順天府三河縣民籍，福建福州府閩縣人，明朝官员，嘉靖己未會元，官至歸德府知府。

## 生平
嘉靖三十一年（1552年）壬子科順天府鄉試第二十名舉人。嘉靖三十八年（1559年）會試第一名，殿試登第二甲第四名進士。累官南京礼部精膳司郎中，隆慶四年（1570年）八月以归家八月不赴任，被弹劾閑住。官至歸德府知府。大計罷歸。

## 家族
曾祖蔡振；祖父蔡進；父蔡義，曾任所吏目。母林氏。具庆下。弟華春、芳春、藩春。

## 佚事
《萬曆野獲編》載，編修趙祖鵬居京師，倚仗姻親陸炳，權勢甚熾。本欲招攬狀元丁士美為婿，遭拒。蔡茂春喪偶，羨慕趙家勢力，竟主動託人，得以入贅。此事深為士林不齒。不久，陸炳死，趙家亦中落。蔡茂春由部郎外謫，官歸德府知府，不久罷歸，抑鬱而死。
蔡茂春任部郎时，得到大学士郭朴賞識。郭璞想推薦其任督學，谁知蔡茂春一心求財，要求任郡守。郭朴大為失望。